# (8368) Lamont
(8368) Lamont  es un asteroide perteneciente al cinturón de asteroides, descubierto el 20 de febrero de 1991 por Robert H. McNaught desde el Observatorio de Siding Spring, en Australia.

## Designación y nombre
Lamont se designó inicialmente como 1991 DM.
Más adelante fue nombrado en honor al astrónomo alemán de origen escocés Johann von Lamont (1805-1879).

## Características orbitales
Lamont orbita a una distancia media del Sol de 2,3693 ua, pudiendo acercarse hasta 2,0217 ua y alejarse hasta 2,7169 ua. Tiene una excentricidad de 0,1466 y una inclinación orbital de 1,3435° grados. Emplea en completar una órbita alrededor del Sol 1332 días.

## Características físicas
Su magnitud absoluta es 14,4. Tiene 3,638 km de diámetro. Su albedo se estima en 0,335.